# Ludwig Roloff
Ludwig Christian Friedrich Roloff (* 12. Dezember 1814 in Mirow; † 22. Juni 1905 ebenda) war ein deutscher Pädagoge, Journalist und 1848/49 Mitglied der Mecklenburgischen Abgeordnetenversammlung.

## Leben
Ludwig Roloff wurde geboren als Sohn des Bäckers Christian Daniel Roloff und dessen Frau Frederika Marie Elisabeth, geb. Schütte. Er besuchte die Große Stadtschule in Neubrandenburg und machte hier 1834 das Abitur. Anschließend studierte er Evangelische Theologie an den Universitäten Berlin und Bonn, wo er Kommilitone von Gottfried Kinkel war. Ab 1837 wirkte Roloff zunächst als Hauslehrer in Mirow und in Sukow. 1840 wurde er Rektor der Schule des Marktfleckens Mirow.
Roloff gehörte in der Revolution in Mecklenburg (1848) zu den führenden Demokraten des Landesteils Mecklenburg-Strelitz und nahm an der ersten landesweiten Versammlung der Reformvereine im April in Güstrow teil. Er war einer der Gründer des Mirower Gesangvereins, der bis heute unter dem Namen Männerchor Mirow 1848 besteht. Als Ersatzmann für Friedrich Genzken übernahm er im September 1848 kurzzeitig dessen Mandat in der Frankfurter Nationalversammlung. Im Oktober 1848 wurde er im Mecklenburg-Strelitz/Stargardischer Kreis 4: Mirow zum Mitglied der Mecklenburgischen Abgeordnetenversammlung gewählt. Hier schloss er sich der Fraktion der Reformvereine, der Linken an und war Mitglied des Verfassungsausschusses. Auch nach der Botschaft seines Großherzogs Georg von Mecklenburg-Strelitz vom 11. August 1849 an die Versammlung, mit der er die Verhandlungen über eine gemeinsame Verfassung von Mecklenburg-Strelitzscher Seite abbrach, blieb er wie die anderen Mitglieder der Linken, in der Versammlung, solange diese bestand.
Als er 1849 sein Boot demonstrativ nach Friedrich Hecker benannte, führte dies in Mirow zu einem Skandal. Roloff wurde ab Ende August 1849 wegen seiner politischen Ansichten als Rektor der Schule in Mirow geächtet und gab nach dem Zusammenbruch der demokratischen Bewegung in Mecklenburg-Strelitz zum 1. Januar 1850 sein Amt auf. Von Karl Türk erhielt er eine Einladung zum Braunschweiger Demokratenkongress am 13.–15. Juni 1850, an dem er jedoch nicht teilnahm. Im Zuge des Rostocker Hochverratsprozesses kam es auch bei ihm 1853 zu Hausdurchsuchungen, jedoch zu keiner Anklage. Er lebte weiterhin als Privatier in Mirow.
Zusammen mit Daniel Sanders und Karl Petermann war Roloff Redakteur der in Neustrelitz erscheinenden demokratischen Blätter für freies Volkstum (1848).
Roloff war seit 1871 mit Auguste Sophie Caroline, geb. Aepinus (* 1838) verheiratet, der Tochter eines Hauseigentümers in Mirowdorf. Bekannt wurde bisher ein Sohn, der als Kind starb.